# Imblattella impar
Imblattella impar är en kackerlacksart som först beskrevs av Morgan Hebard 1920.  Imblattella impar ingår i släktet Imblattella och familjen småkackerlackor.
Artens utbredningsområde är Panama. Inga underarter finns listade i Catalogue of Life.